# Stuttgart (Arkansas)
Stuttgart város az USA Arkansas államában, Arkansas megyében, melynek megyeszékhelye is. Lakosainak száma 8264 fő (2020. április 1.).

## Népesség
A település népességének változása:
| Lakosok száma | 2740 | 9326 | 8264 |
|               | 1910 | 2010 | 2020 |